# Régine Abadia
Régine Abadia est une scénariste, photographe, réalisatrice et documentariste française.

## Biographie
Régine Abadia réalise son premier court-métrage Premier outrage, en 1985. Il reçoit le prix Canal Plus au festival de Villeurbanne. En 1993, elle réalise une œuvre de fiction Les bêtes, d'après une nouvelle d'Alain Dorémieux. Ce film obtient  le Grand Prix du festival de science fiction et de l’imaginaire de Roanne. 
Depuis 1998, elle réalise des documentaires. En 2012, elle raconte l'histoire de Mohammed Moulessehoul, officier de l'armée algérienne qui écrit sous le pseudonyme composée de deux prénoms féminins Yasmina Khadra. Elle réalise la même année un long documentaire sur Lounès Matoub, chanteur kabyle assassiné en 1998. 
En 2017, le documentaire Entre deux sexes raconte le parcours de deux personnes intersexes Vincent Guillot et l'artiste allemand Ins A Kromminga,.
En 2021, elle réalise La femme sans nom, l’histoire de Jeanne et Baudelaire, un documentaire à partir d'une figure féminine effacée mais que l'on devine encore sur le tableau de Gustave Courbet L'Atelier du peintre, exposé au musée d'Orsay de Paris. Un travail de recherche sur Jeanne Duval qui acompagna Beaudelaire tout au long de sa vie et inspira certains de ses plus beaux poèmes,.

## Filmographie
(octobre 2024).

### Réalisatrice
- 1995 : avec Joseph Licidé, On My Way to Heaven - The Spirit of Gospel, La Cinquième, 98 min
- 2000 : Pigalle, nuit et jour, Palette Production, 80 min
- 2003 : Pourquoi marcher quand on peut rouler ?, ARTE France, 52 min
- 2008 : Jenny Bel'Air, une vie à l'envers, La Huit Production, 76 min
- 2012 : Yasmina Khadra - Yasmina et Mohammed,  La Huit Production, 63 min
- 2012 : Matoub Lounès: The Story of a Legend, Les Films de la Source, 90 min
- 2015 : Viva Dada, Centre Pompidou, ARTE France, 52 min
- 2017 : Entre deux sexes, ARTE France, 67 min
- 2020 : Les contrôleurs de l’ombre
- 2021 : La femme sans nom, l’histoire de Jeanne et Baudelaire, 54 min

### Scénariste
- 2022 : Kommunioun de Jacques Molitor (lb)

## Distinctions
- 1985,  prix Canal Plus au festival de Villeurbanne
- 2008, États généraux du film documentaire,  Lussas,  Incertains Regards, pour Jenny Bel’Air, une vie à l'envers
- 2016, Festival international du film sur l'art, Montréal (Canada) - Prix du meilleur film éducatif, pour Viva Dada
- 2017, Festival de Cinéma de Douarnenez, Douarnenez, Sélection Grand cru, pour Entre deux sexes